# Skövde stad
Denna artikel handlar om den tidigare kommunen Skövde stad. För orten se Skövde, för dagens kommun, se Skövde kommun.
Skövde stad var en stad och kommun i Skaraborgs län.

## Administrativ historik
Skövde stad fick stadsprivilegier någon gång på 1400-talet. Exakt när stadsprivilegierna utdelades vet man inte. Den 4 mars 1526 bekräftades stadens äldre stadsprivilegier. Skövde stad firade 600 år 2001.
Staden blev en egen kommun, enligt Förordning om kommunalstyrelse i stad (SFS 1862:14) 1 januari 1863, då Sveriges kommunsystem infördes. Staden inkorporerade den 1 januari 1914 (enligt beslut den 23 juni 1913) i administrativt, kommunalt och judiciellt hänseende Skövde landskommun (32,79 km², varav 32,51 km² land; 2 427 invånare den 31 december 1913).
Ett antal områdesöverföringar skedde på 1920- och 1930-talen:
- Den 1 januari 1929 (enligt beslut den 12 maj 1927) överfördes till Skövde stad från Norra Kyrketorps landskommun lägenheten Åbacken nr 1, som var omsluten av Skövde stads område.[5]
- Den 1 januari 1929 (enligt beslut den 30 december 1927) överfördes till Skövde stad från Ryds landskommun vissa till Ryds landskommun tillhörande men av Skövde stad omslutna obebodda områden (soldatsängar).[5]
- Den 1 januari 1939 (enligt beslut den 14 januari 1938) överfördes lägenheten Skarsjöliden omfattande en areal av 0,01 km², varav allt land, från Skövde stad till Våmbs landskommun.[6] Områdets invånare hade alltid varit kyrkoskrivna i Våmbs församling.[7]

Genom kommunreformen 1952 inkorporerades landskommunerna Ryd (11,19 km² varav 11,03 km² land; 173 invånare den 31 december 1951), Våmb (15,56 km², varav 15,33 km² land; 1 355 invånare) och Öm (9,65 km², varav 9,52 km² land; 197 invånare) i staden.
Skövde stad ombildades genom kommunreformen den 1 januari 1971 till Skövde kommun, som samtidigt utökades med kommunerna Binneberg (2 983 invånare), Skultorp (3 917 invånare), Tidan (1 884 invånare), Timmersdala (2 111 invånare) samt församlingarna Ljunghem, Edåsa, Varola, Forsby, Sventorp och Värsås (2 947 invånare) i Värsås landskommun. Mofalla församling, som tidigare tillhört Värsås landskommun, överfördes till Hjo kommun.

### Församlingar
I kyrkligt hänseende hörde staden till Skövde stadsförsamling. 1 januari 1916 (enligt beslut den 18 juni 1915) delades Skövde landsförsamling och den del som utgjort den före detta Skövde landskommun införlivades i stadsförsamlingen som samtidigt fick namnet Skövde församling, medan den resterande delen av landsförsamlingen döptes om till Öms församling. Den 1 januari 1952 tillkom församlingarna Ryd, Våmb och Öm.

### Sockenkod
För registrerade fornfynd med mera så återfinns staden inom ett område definierat av sockenkod 2030 som motsvarar den omfattning staden hade kring 1950, vilket då också inkluderar Skövde socken.

## Stadsvapen
Blasonering: I fält under en baldakin av guld stående bild av Sancta Helena med klädnad av silver samt nimbus, stav och bok av guld, boken belagd med ett avhugget, naturfärgat finger; bilden är i stammen överlagd med en mindre sköld, visande i fält av guld ett rött hjärta.
Vapnet fastställdes av Kungl Maj:t för Skövde stad år 1939, och man valde då att anknyta till det äldsta sigillet med vapensköld och pilgrimsstav. Efter kommunbildningen 1971 lät man 1975 registrera vapnet hos PRV för Skövde kommun men kom senare 2000 att anta ett något förändrat vapen.

## Geografi
Skövde stad omfattade den 1 januari 1952 en areal av 76,88 km², varav 76,04 km² land. Den 1 januari 1951, ett år innan kommunreformen, omfattade staden en areal av 40,48 km², varav 40,16 km² land. 1 januari 1913, året innan Skövde landskommun inkorporerades, omfattade staden en areal av 7,65 km², varav 7,61 km² land.

### Tätorter i staden 1960
I Skövde stad fanns del av tätorten Skövdea, som hade 22 583 invånare i staden den 1 november 1960. Tätortsgraden i staden var då 94,4 procent.

## Befolkningsutveckling
| Befolkningsutvecklingen i Skövde stad 1805–1970 | Befolkningsutvecklingen i Skövde stad 1805–1970 | Befolkningsutvecklingen i Skövde stad 1805–1970 | Befolkningsutvecklingen i Skövde stad 1805–1970 | Befolkningsutvecklingen i Skövde stad 1805–1970 |
| --- | ----------------------------------------------- | ----------------------------------------------- | ----------------------------------------------- | ----------------------------------------------- |
| |                                                 |                                                 |                                                 |                                                 |
| År |                                                 |                                                 | Folkmängd                                       |                                                 |
| 1805 | 1805                                            |                                                 | 447                                             |                                                 |
| 1810 | 1810                                            |                                                 | 549                                             |                                                 |
| 1820 | 1820                                            |                                                 | 594                                             |                                                 |
| 1830 | 1830                                            |                                                 | 618                                             |                                                 |
| 1840 | 1840                                            |                                                 | 652                                             |                                                 |
| 1850 | 1850                                            |                                                 | 865                                             |                                                 |
| 1860 | 1860                                            |                                                 | 1 423                                           |                                                 |
| 1870 | 1870                                            |                                                 | 2 280                                           |                                                 |
| 1880 | 1880                                            |                                                 | 3 308                                           |                                                 |
| 1890 | 1890                                            |                                                 | 4 297                                           |                                                 |
| 1900 | 1900                                            |                                                 | 4 872                                           |                                                 |
| 1910 | 1910                                            |                                                 | 6 520                                           |                                                 |
| 1920 | 1920                                            |                                                 | 9 904                                           |                                                 |
| 1930 | 1930                                            |                                                 | 10 848                                          |                                                 |
| 1935 | 1935                                            |                                                 | 11 434                                          |                                                 |
| 1940 | 1940                                            |                                                 | 12 522                                          |                                                 |
| 1945 | 1945                                            |                                                 | 16 237                                          |                                                 |
| 1950 | 1950                                            |                                                 | 19 466                                          |                                                 |
| 1955 | 1955                                            |                                                 | 21 436                                          |                                                 |
| 1960 | 1960                                            |                                                 | 23 917                                          |                                                 |
| 1965 | 1965                                            |                                                 | 26 992                                          |                                                 |
| 1970 | 1970                                            |                                                 | 29 790                                          |                                                 |
| Anm: 1914 inkorporerades Skövde landskommun och 1952 inkorporerades kommunerna Ryd, Våmb och Öm. För åren 1805-1945: befolkning enligt folkräkning 31 december enligt den administrativa indelningen den 1 januari följande år. 1950 avser befolkning enligt folkräkning den 31 december enligt den administrativa indelningen den 1 januari 1952. 1955 avser den kyrkobokförda befolkningen den 31 december enligt den administrativa indelningen den 1 januari följande år. 1960 och 1965 avser befolkning enligt folkräkning den 1 november enligt den administrativa indelningen den 1 januari följande år. 1970 avser befolkning enligt folkräkning den 1 november i det område som Skövde stad omfattade när den ombildades till Skövde kommun 1 januari 1971. |                                                 |                                                 |                                                 |                                                 |

## Politik

### Mandatfördelning i valen 1919–1966
| 5 | 5 | 6 | 14 |

| 30 |

| 5 | 4 | 5 | 16 |

| 29 |

| 5 | 4 |  | 5 | 17 |

| 31 |

|  | 11 | 2 | 18 |

| 32 |

| 14 | 4 | 14 |

| 31 |

| 14 | 4 | 14 |

| 32 |

| 2 | 16 | 4 | 10 |

| 30 |

| 2 | 15 | 5 | 10 |

| 27 | 5 |

| 4 | 12 | 8 | 8 |

| 29 |

| 2 | 19 |  | 11 | 7 |

| 35 |

| 2 | 19 |  | 11 | 7 |

| 36 |

|  | 18 | 3 | 9 | 9 |

| 34 | 6 |

|  | 21 | 3 | 9 | 6 |

| 35 |

| 2 | 16 | 5 | 10 |  | 6 |

| 34 | 6 |

## Rådhusrätten
Staden hade egen jurisdiktion med magistrat och rådhusrätt som ingick i domkretsen för Göta hovrätt. Rådhusrätten och magistraten upphörde 1 januari 1938 (enligt beslut den 24 juli 1936 och 22 oktober 1937) och staden bildade Skövde tingslag i den nybildade Skövde domsaga, som bildats genom sammanslagning av staden med Gudhems och Kåkinds domsaga.

### Borgmästare
| Ämbetstid | Namn               | Levnadsår | Anmärkning               |
| --------- | ------------------ | --------- | ------------------------ |
| 1842–1883 | S.G Wetterberg     |           |                          |
| 1884–1919 | Ernst Hedenstierna | 1847-1943 |                          |
| 1920–1935 | Claes Rudolf Ekman | 1862-1936 | Avgick med pension 1935. |

### Rådmän
| Ämbetstid          | Namn                           | Levnadsår | Anmärkning                                                          |
| ------------------ | ------------------------------ | --------- | ------------------------------------------------------------------- |
| 1894–1920          | Claes Rudolf Ekman             | 1862-1936 | även magistratssekreterare                                          |
| 1904–tidigast 1931 | Karl Johan Pettersson          | 1876-???? | även magistratssekreterare från 1920 och konkursdomare senast 1931. |
| 1920–tidigast 1931 | Tage Edvard Rudstedt           | 1879-???? | även stadsfogde och kronouppbördskassör                             |
| 1902–tidigast 1925 | Gomer Fredrik Sandberg         | 1861-???? | Extra rådman                                                        |
| 1912–tidigast 1915 | Gunnar Olof Wiberg             | 1879-???? | Extra rådman                                                        |
| 1920–tidigast 1931 | Johan August Carlqvist         | 1857-???? | Extra rådman                                                        |
| 1929–tidigast 1931 | Arvid August Heilodorus Edlund | 1885-???? | Extra rådman                                                        |